# СКР-117
СКР-117 — сторожевой корабль проекта 35 Черноморского флота (по классификации НАТО — Mirka klass frigate). Бортовой номер 679, 810.

## Служба
Сторожевой корабль «СКР-117» был заложен 15 октября 1963 года на стапеле судостроительного завода № 820 в Калининграде (заводской номер 185). Спущен на воду 25 февраля 1965 года и 12 января 1967 года был зачислен в списки кораблей флота. Вступил в строй 29 июня 1967 года, 29 июля 1967 года включен в состав Черноморского флота и летом 1967 года совершил межфлотский переход вокруг Европы из Балтийска в Севастополь.
1- 31 июня 1967 года во время Шестидневной войны, 1 августа — 31 декабря 1968 года и 1 октября 1969 — 31 января 1970 года находился на боевой службе в зоне военных действий на Средиземном море, выполняя задачу по оказанию помощи вооруженным силам Египта.
9-12 августа 1969 года нанес визит в Варну, Болгария.
В 1970—1980-х годах в составе 17-й бригады противолодочных кораблей в Крымской военно-морской базы на озере Донузлав.
С 5 февраля 1974 по 07 февраля 1977 года на «Севморзаводе» им. С.Орджоникидзе в Севастополе и с 14 августа 1980 по 24 августа 1981 года на СРЗ в Керчи проходил средний ремонт.
В 1988 году на боевой службе в Средиземном море.
19 апреля 1990 года был исключен из состава ВМФ в связи со сдачей в ОФИ для разоружения, демонтажа и реализации. 1 октября 1990 года был расформирован и позже разделан на металл в Севастополе.

## Командиры
- 1983-1986 Бабков Ю. Г.

## Примечание
1. 1 2 3 4 5  Сторожевой корабль "СКР-117". Черноморский флот - информационный ресурс (2024). Дата обращения: 12 ноября 2024. Архивировано 13 ноября 2024 года.